# 塔拉·昌德 (1954年)
塔拉·昌德（英語：Tara Chand，1954年7月27日—），印度外交官，曾任印度驻阿富汗赫拉特总领事。

## 经历
塔拉·昌德生於1954年7月27日。2009年12月至2011年11月，任印度駐赫拉特總領事。後任印度駐英國倫敦高級專員公署參贊。